# Isthmiade carinifrons
Isthmiade carinifrons là một loài bọ cánh cứng trong họ Cerambycidae.